# Liste der polnischen Orden und Ehrenzeichen

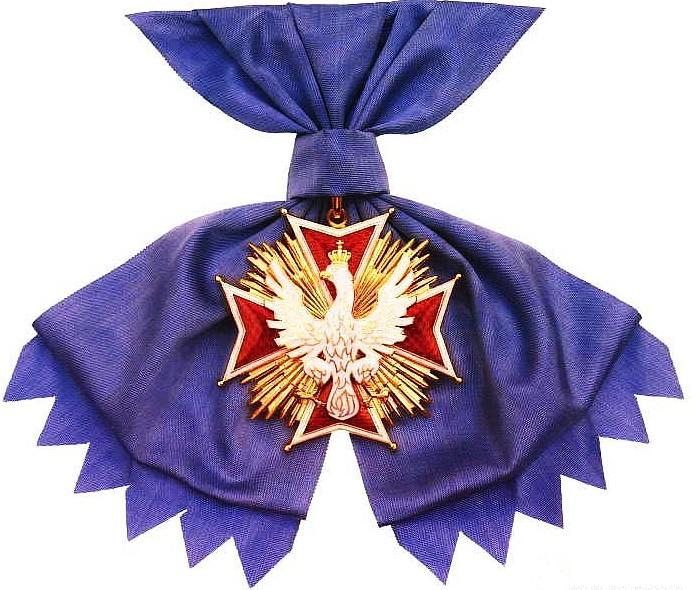
Orden vom Weißen Adler

Die chronologisch geordnete Liste enthält die offiziellen polnischen Orden und Ehrenzeichen.

## Monarchie und erste Republik bis 1795
- Orden vom Goldenen Hirsch (1672)
- Orden vom Weißen Adler (1705)
- Medaille Bene Merentibus (1738)

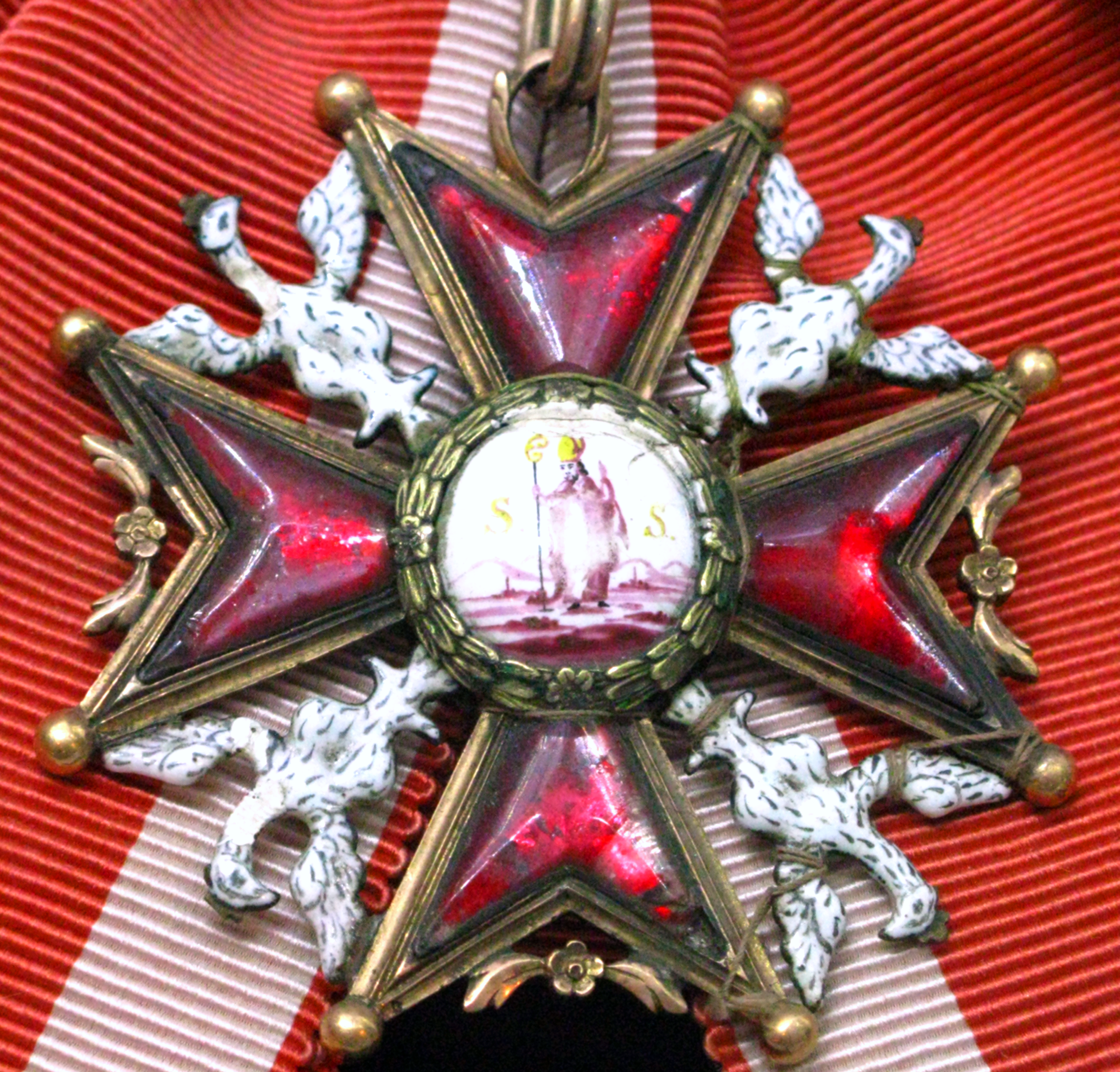
St. Stanislaus Orden

- Medaille für Treue in der Armee (1765)
- Sankt-Stanislaus-Orden (1765) (Design später verändert)
- Orden Merentibus (1766)
- Medaille Diligentiae (1767)
- Orden der Konföderation von Bar (1771)
- Medaille der Bildungskommission (1773)
- Medaille Equiti Dextero (1778)
- Orden Pro Fide, Grege et Lege (1789)
- Orden Virtuti Militari (1792)
- Orden Virtuti Civili (1792)
- Orden der Damen Kanoniczek Kapituly Marywilskiej (18.–19. Jahrhundert)

## Zeit der Okkupation, Kongresspolens und der Herzogtümer 1795–1918
- Medaille der Friedensrichter (1808)
- Medaille für die Rettung von Ginacych (1828)
- Ehrenzeichen – Treue für Nikolaus I. (1829)
- Michowski Orden (1830)
- Ehrenmedaille des Aufstands 1863/1864 (1888)

## Zweite Republik 1918–1939
- Orden Virtuti Militari (1919)
- Tapferkeitskreuz (1920)
- Medaille der Dankbarkeit (1920)

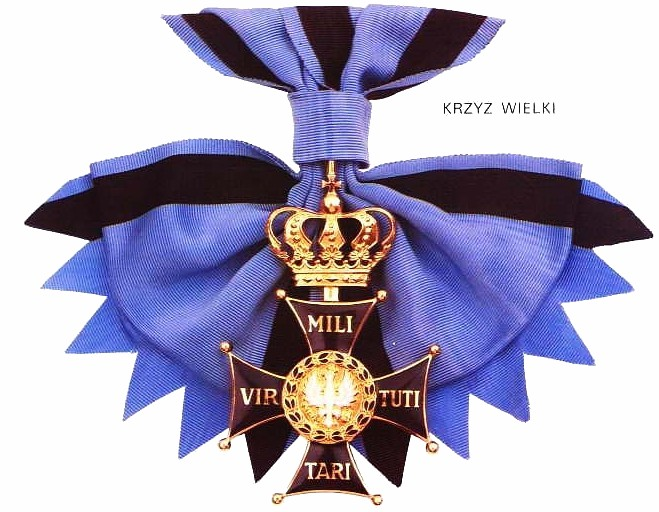
Orden Virtuti Militari

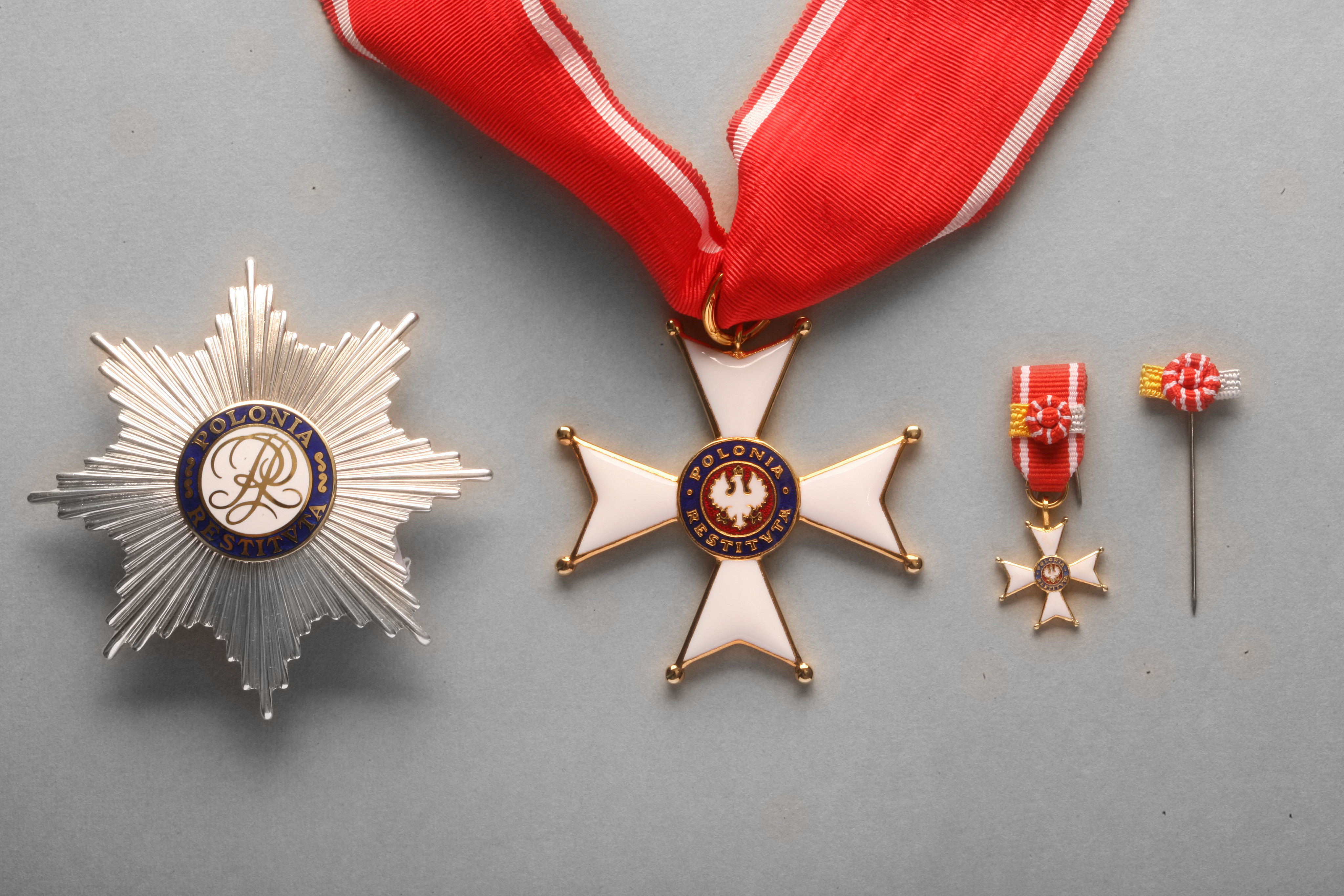
Polonia Restituta – Kommandanten Kreuz mit Stern und Miniaturen

- Kreuz für poln. Soldaten aus den USA (1920)
- Verdienstkreuz für Schlesien (1921)
- Orden vom Weißen Adler (1921)
- Medaille Bene Merentibus (1921)
- Orden Polonia Restituta (1921)
- Verdienstkreuz für Mittellitauen (1922)
- Verdienstkreuz der Republik Polen (1923)
- 3. Mai-Medaille (1925)
- Ehrenmedaille für die Rettung von Menschen in Gefahr (1928)
- Ehrenmedaille für den Krieg 1918-21 (1928)
- Akademie Orden (1934)
- Medaille für Schlesien (1938)
- Medaille für Treue (1938)
- Unabhängigkeitskreuz (1939)
- Unabhängigkeitsmedaille (1939)
- Kriegsverdienstkreuz (1939)
- Kriegsverdienstmedaille (1939)

## Polnische Exilregierung 1939–1990
- Orden vom Weißen Adler (1939)
- Orden Virtuti Militari (1939)
- Tapferkeitskreuz (1941)

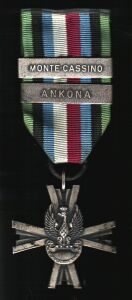
Ehrenkreuz für die polnische Streitmacht im Westen

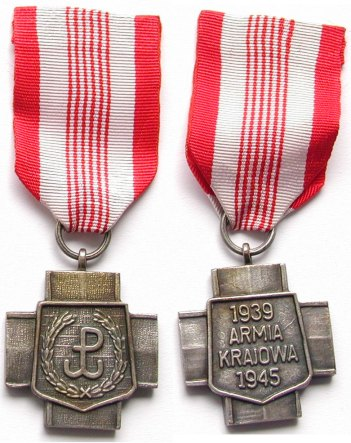
Kreuz der Heimatarmee

- Verdienstkreuz mit Schwertern (1942)
- Kreuz von Monte Cassino (1944)
- Medaille für den Untergrundkampf in Frankreich (1945)
- Verdienstkreuz für den Untergrundkampf in der ZUPRO (1945)
- Fliegermedaille (1945)
- Marine Orden (1945)
- Orden der Handelsmarine (1945)
- Armeeorden (1945)
- Ehrenkreuz der 20. Infanterie-Division (1945)
- Verdienstkreuz der SPK in den USA (1960)
- Kreuz der Heimatarmee (1966)
- Verdienstkreuz der SPK in Kanada (1966)
- Veteranenkreuz (50 Jahre) für Polen aus den USA und Kanada (1967)
- Veteranenkreuz (1968)
- Ehrenmedaille 25 Jahre SPK (1968)
- Orden Virtuti Civili (1969)
- Ehrenmedaille der poln. Armee in Frankreich (1969/1970)
- Ehrenkreuz der 5. Kresower Infanterie-Division (1971)
- Verdienstkreuz der SPK in Großbritannien (1977)
- Ehrenkreuz – 60 Jahre 20. Infanterie-Division (1978)
- Kreuz der September Kampagne (1984)
- Kreuz der 1. Panzerdivision (1985)
- Freiheitsmedaille (1985)
- Ehrenkreuz für die polnische Streitmacht im Westen (1989)

## Volksrepublik 1944–1989
- Grunwald Abzeichen (1943)

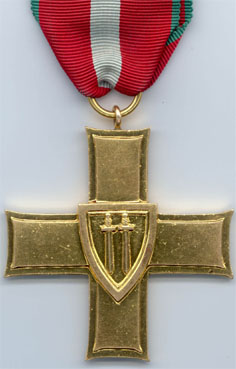
Grunwaldkreuz

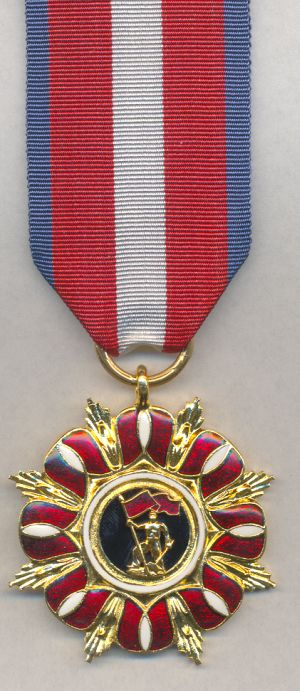
Orden Erbauer der Volksrepublik Polen

- Medaille für Tapferkeit auf dem Schlachtfeld (1943)
- Grunwaldkreuz (1943)
- Orden Virtuti Militari (1944)
- Verdienstkreuz (1944)
- Tapferkeitskreuz (1944)
- Orden Polonia Restituta (1944)
- Warschau-Medaille 1939–1945 (1945)
- Medaille für Oder, Neiße, Ostsee (1945)
- Medaille des Sieges und der Freiheit 1945 (1945)
- Kreuz für den schlesischen Aufstand (1945)
- Partisanen-Kreuz (1945)
- Orden Erbauer Volkspolens (1949)
- Medaille für eure und unsere Freiheit (1956)
- Kreuz für den Posener Aufstand (1957)
- Medaille „Für die Teilnahme an den Kämpfen um Berlin“ (1966)
- Orden des Lächelns (1968)
- Verdienstorden der Volksrepublik Polen (1974)
- Erinnerungsmedaille 30 Jahre Volksrepublik Polen (1974)
- Kriegsmedaille für 1939 (1981)
- Kreuz des Warschauer Aufstandes (1981)
- Erinnerungsmedaille 40 Jahre Volksrepublik Polen (1984)
- Auschwitz-Kreuz (1985)

## Dritte Republik ab 1989
- Orden vom Weißen Adler (1992)
- Orden Virtuti Militari (1992)
- Verdienstkreuz der Republik Polen (1992)
- Verdienstorden der Republik Polen (1992)
- Kreuz der Heimatarmee (1992)
- Bene Merito (2009)

## Absolventenabzeichen

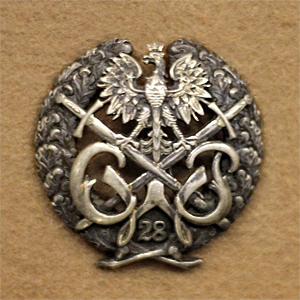

- Absolventenabzeichen (Polen)